# 克勒谢恩
克勒谢恩（德語：Cröchern）是德国萨克森-安哈尔特州伯尔德县的村庄和旧市镇。自2010年1月1日起，克勒谢恩成为布格施塔尔市的城区。
1. ↑  . www.elbe-heide.de.   [2024-10-26]. （原始内容存档于2016-03-04） （德语）.